# بريندا ووكر
بريندا ووكر (بالإنجليزية: Brenda Walker)‏ (1957، جرافتون في أستراليا)؛ روائية أسترالية.